# Jean de Gassion

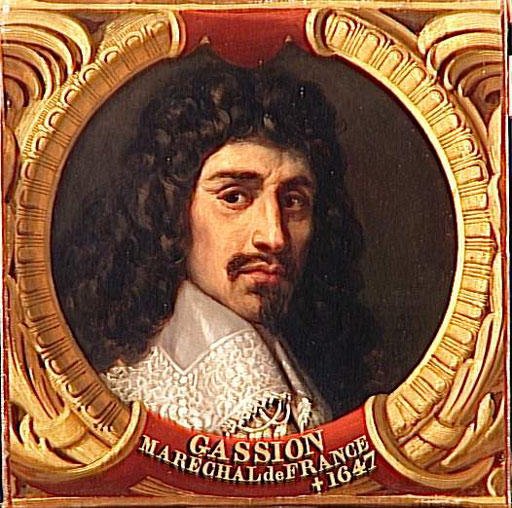
Jean, conde de Gassion.

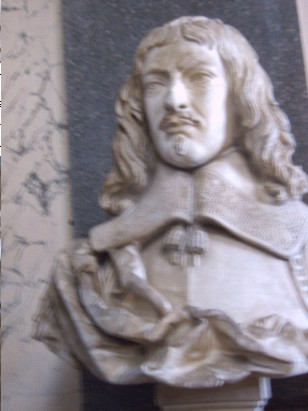
Busto de Jean de Gassion na Galeria das Batalhas do Palácio de Versalhes

Jean, conde de Gassion (Pau, 1609 - Lens, 1647) foi um militar gascão, comandante do exército francês, e figura proeminente da Batalha de Rocroi (1643), tendo atingido o nível de Marechal de França aos 34 anos de idade. Serviu os monarcas Luís XIII e Luís XIV. Morreu devido aos ferimentos que sofreu no cerco de Lens.

## Biografia
O Cardeal Richelieu chamou-lhe la Guerre ("a Guerra") e encomendou-lhe os seus serviços, já provados valiosos a Gustavo II Adolfo da Suécia, um dos renovadores das novas táticas de cavalaria no mundo ocidental. Oportunamente esteve presente como comandante de cavalaria sob ordens do jovem duque de Enghien, Luís II de Bourbon, o Grand Condé vários dias depois da morte de Luís XIII; Gassion foi um fator crucial para o êxito francês em Rocroi contra as forças combinadas dos Habsburgos. O papel de De Gassion foi reconhecido por Condé.